# Nuoto in acque libere ai campionati mondiali di nuoto 2022 - 5 km femminili
La gara dei 5 km in acque libere femminile dei campionati mondiali di nuoto 2022 è stata disputata il 27 giugno 2022 nelle acque del lago Lupa di Budakalász a partire dalle ore 12:00. Vi hanno preso parte 55 atlete provenienti da 36 nazioni.
La competizione è stata vinta dalla nuotatrice brasiliana Ana Marcela Cunha, mentre l'argento e il bronzo sono andati rispettivamente alla francese Aurélie Muller e all'italiana Giulia Gabbrielleschi.

## Risultati
| Pos.    | Atleta                 | Nazionalità   | Tempo     |
| ------- | ---------------------- | ------------- | --------- |
| Oro     | Ana Marcela Cunha      | Brasile       | 57'52"9   |
| Argento | Aurélie Muller         | Francia       | 57'53"8   |
| Bronzo  | Giulia Gabbrielleschi  | Italia        | 57'54"9   |
| 4       | Leonie Beck            | Germania      | 57'56"2   |
| 5       | María de Valdés        | Spagna        | 57'59"0   |
| 6       | Ginevra Taddeucci      | Italia        | 58'00"4   |
| 7       | Viviane Jungblut       | Brasile       | 58'00"5   |
| 8       | Moesha Johnson         | Australia     | 58'02"5   |
| 9       | Jeannette Spiwoks      | Germania      | 58'06"2   |
| 10      | Sharon van Rouwendaal  | Paesi Bassi   | 58'08"9   |
| 11      | Airi Ebina             | Giappone      | 1h00'00"0 |
| 12      | Summer Smith           | Stati Uniti   | 1h00'02"2 |
| 13      | Yukimi Moriyama        | Giappone      | 1h00'03"7 |
| 14      | Ángela Martínez        | Spagna        | 1h00'49"5 |
| 15      | Réka Rohács            | Ungheria      | 1h00'51"5 |
| 16      | Nip Tsz Yin            | Hong Kong     | 1h00'51"6 |
| 17      | Eva Fabian             | Israele       | 1h00'54"4 |
| 18      | Catherine van Rensburg | Sudafrica     | 1h00'55"6 |
| 19      | Lenka Štěrbová         | Rep. Ceca     | 1h00'57"1 |
| 20      | Anna Auld              | Stati Uniti   | 1h00'57"2 |
| 21      | Burcu Naz Narin        | Turchia       | 1h00'57"4 |
| 22      | Ma Xiaoming            | Cina          | 1h00'59"0 |
| 23      | Špela Perše            | Slovenia      | 1h00'59"1 |
| 24      | Vivien Balogh          | Ungheria      | 1h00'59"2 |
| 25      | Krystyna Panchishko    | Ucraina       | 1h01'00"3 |
| 26      | Finella Gibbs-Beal     | Australia     | 1h01'01"2 |
| 27      | Sevim Eylül Süpürgeci  | Turchia       | 1h01'01"2 |
| 28      | Emma Finlin            | Canada        | 1h01'01"3 |
| 29      | Amica de Jager         | Sudafrica     | 1h01'03"7 |
| 30      | Lee Jeong-min          | Corea del Sud | 1h01'07"7 |
| 31      | Abby Dunford           | Canada        | 1h01'08"9 |
| 32      | María Bramont-Arias    | Perù          | 1h01'13"9 |
| 33      | Diana Taszhanova       | Kazakistan    | 1h03'02"7 |
| 34      | Martha Sandoval        | Messico       | 1h03'13"5 |
| 35      | Arianna Valloni        | San Marino    | 1h03'38"5 |
| 36      | Nikita Lam             | Hong Kong     | 1h04'03"8 |
| 37      | Fátima Portillo        | El Salvador   | 1h04'56"7 |
| 38      | Isabella Babbitt       | Ecuador       | 1h04'59"3 |
| 39      | Ruby Heath             | Nuova Zelanda | 1h05'15"7 |
| 40      | Xeniya Romanchuk       | Kazakistan    | 1h05'22"5 |
| 41      | Citlalli Mora          | Messico       | 1h05'22"8 |
| 42      | Chantal Liew           | Singapore     | 1h05'28"8 |
| 43      | Kim Jin-ha             | Corea del Sud | 1h05'33"4 |
| 44      | Mariia Bondarenko      | Ucraina       | 1h05'56"3 |
| 45      | Leandra Díaz           | Porto Rico    | 1h07'12"3 |
| 46      | Candice Ang            | Singapore     | 1h07'56"3 |
| 47      | Sofía Guevara          | Ecuador       | 1h07'56"6 |
| 48      | Alondra Quiles         | Porto Rico    | 1h09'22"9 |
| 49      | María Porres           | Guatemala     | 1h10'09"4 |
| 50      | Maiza Cardozo          | Uruguay       | 1h11'31"5 |
| 51      | Therese Soukup         | Seychelles    | 1h12'01"6 |
| -       | Sindhu Moro            | India         | OTL       |
| -       | Diana Quirós           | Costa Rica    | OTL       |
| -       | Leslie Rojas           | Bolivia       | OTL       |
| -       | Karimah Katemba        | Uganda        | OTL       |
| -       | Seneshi Herath         | Sri Lanka     | dns       |